# Deutsche DT-Fußballmeisterschaft 1927/28
Die Deutsche DT-Fußballmeisterschaft 1928 war die vierte von der Deutschen Turnerschaft ausgerichtete deutsche Meisterschaft im Fußball. Sieger wurde der Harburger TB 1865.

## Modus und Teilnehmer
Gespielt wurde im K.-o.-System. 
| - TV Fürth 1860 - ATG Gera - Harburger TB 1865 | - ATV Leipzig - TV 1846 Mannheim | - TV Oberstein - TSV Stellingen-Langenfelde |

## Ergebnisse

### Viertelfinale
|                   | Ergebnis |                            |
| ----------------- | -------- | -------------------------- |
| Harburger TB 1865 | 2:4      | TV Fürth 1860              |
| TV Oberstein      | 2:5      | TSV Stellingen-Langenfelde |
| ATV Leipzig       | 3:1      | ATG Gera                   |

Das Spiel Harburg gegen Fürth wurde für Harburg gewertet, da die Fürther einen nicht spielberechtigten Akteur eingesetzt haben. Der TV 1846 Mannheim erhielt ein Freilos.

### Halbfinale
|                            | Ergebnis |                   |
| -------------------------- | -------- | ----------------- |
| TV 1846 Mannheim           | 0:1      | Harburger TB 1865 |
| TSV Stellingen-Langenfelde | 0:3      | ATV Leipzig       |

### Finale
|                   | Ergebnis |             |
| ----------------- | -------- | ----------- |
| Harburger TB 1865 | 1:0      | ATV Leipzig |